# 2 май
2 май е 122-рият ден в годината според григорианския календар (123-ти през високосна). Остават 243 дни до края на годината.

## Събития
- 1494 г. – Христофор Колумб открива Ямайка.
- 1803 г. – САЩ купуват от Франция областта Луизиана.
- 1808 г. – Избухва Полуостровната война: Жителите на Мадрид се вдигат на бунт срещу френската окупация.
- 1876 г. – Георги Бенковски обявява преждевременно началото на Априлското въстание.
- 1889 г. – Менелик II, император на Етиопия, подписва договор с армията на Италия, който дава на Етиопия контрол над Еритрея.
- 1925 г. – В България със закон е създадена жандармерия с численост 6800 души.
- 1933 г. – Съобщено е за появата на Чудовището от Лох Нес.
- 1935 г. – Бенито Мусолини издава заповед за нахлуване на армията на Италия в Абисиния.
- 1945 г. – Втората световна война: Съветският съюз обявява завладяването на Берлин и съветските войници издигат червеното знаме над сградата на Райхстага.
- 1945 г. – България във Втората световна война: започва водената от Първа българска армия, Австрийска операция в която българските войски навлизат на територията на източна Австрия преследвайки германските войски от група армии „Е“.
- 1952 г. – От Лондон до Йоханесбург е извършен първият полет с реактивен пътнически самолет.
- 1955 г. – Тенеси Уилямс печели Пулицър за Котка върху горещ ламаринен покрив.
- 1969 г. – Британският лайнер Queen Elizabeth 2 потегля на своето първо пътуване до Ню Йорк.
- 1997 г. – На 44-годишна възраст Тони Блеър от Лейбъристка партия става най-младият министър-председател на Обединеното кралство за последните 185 години.
- 1997 г. – Русия приема закон за пълна ликвидация на химическото оръжие.
- 1998 г. – Учредена е Европейска централна банка в Брюксел, която има за цел да формулира и прилага монетарната политика на Европейския съюз.
- 1999 г. – Започва излъчване на международния сателитен канал ТВ България на БНТ.
- 2011 г. – Осама бин Ладен, „организаторът на Атентатите от 11 септември 2001 г.“ и най-издирваният терорист в света, е убит от американските военноморски части „Тюлени“ в Абботабад, Пакистан.

## Родени
- 1588 г. – Етиен Паскал, френски любител-математик († 1651 г.)
- 1602 г. – Атанасий Кирхер, германски свещеник и учен († 1680 г.)
- 1660 г. – Алесандро Скарлати, италиански композитор († 1725 г.)
- 1729 г. – Екатерина II, императрица на Русия († 1796 г.)
- 1764 г. – Фридрик фон Генц, германски политик и дипломат († 1832 г.)
- 1772 г. – Новалис, германски поет и философ († 1801 г.)
- 1859 г. – Джеръм К. Джеръм, английски писател († 1927 г.)
- 1860 г. – Теодор Херцел, австрийски ционист († 1904 г.)
- 1886 г. – Готфрид Бен, немски поет, есеист и драматург († 1956 г.)
- 1890 г. – Едуард Смит, американски писател († 1965 г.)
- 1892 г. – Манфред фон Рихтхофен, германски авиатор († 1918 г.)
- 1902 г. – Алан Маршал, австралийски писател († 1984 г.)
- 1903 г. – Бенджамин Спок, американски педиатър († 1998 г.)
- 1903 г. – Бинг Крозби, американски певец и актьор († 1977 г.)
- 1921 г. – Сатяджит Рей, индийски режисьор († 1992 г.)
- 1925 г. – Джон Невил, английски актьор († 2011 г.)
- 1926 г. – Георги Павлов, български народен певец († 2010 г.)
- 1927 г. – Александър Мирер, руски писател († 2001 г.)
- 1930 г. – Стойчо Мазгалов, български актьор († 2006 г.)
- 1935 г. – Файсал II, крал на Ирак († 1958 г.)
- 1935 г. – Луис Суарес, испански футболист и треньор († 2023 г.)
- 1939 г. – Леонид Каневски, руски актьор
- 1942 г. – Жак Рох, белгийски президент на МОК († 2021 г.)
- 1944 г. – Франц Инерхофер, австрийски писател († 2002 г.)
- 1945 г. – Йосиф Сърчаджиев, български актьор
- 1946 г. – Любомир Младенов, български актьор
- 1947 г. – Филип Херевеге, белгийски диригент
- 1950 г. – Вячеслав Кушев, български композитор
- 1950 г. – Желязко Петров, български политик
- 1950 г. – Лу Грам, американски певец
- 1950 г. – Мухарем Сербезовски, сръбски певец
- 1951 г. – Боян Дуранкев, български икономист и маркетолог
- 1954 г. – Елиът Голдентал, американски филмов композитор
- 1955 г. – Донатела Версаче, италианска модна дизайнерка
- 1962 г. – Джими Уайт, английски снукър играч
- 1963 г. – Тончо Токмакчиев, български актьор
- 1968 г. – Евтим Милошев, български телевизионен продуцент
- 1969 г. – Беноа Кое, френски футболист
- 1970 г. – Костадин Видолов, български футболист
- 1970 г. – Койна Русева, българска актриса
- 1970 г. – Тошко Хаджитодоров, български сценарист
- 1971 г. – Бъз Калкинс, американски автомобилен състезател
- 1972 г. – Скалата, американски кечист и актьор
- 1974 г. – Венета Райкова, българска телевизионна водеща и писателка
- 1975 г. – Дейвид Бекъм, английски футболист
- 1977 г. – Александър Сано, български актьор
- 1980 г. – Тим Боровски, германски футболист
- 1985 г. – Лили Алън, английска певица

## Починали
- 373 г. – Атанасий I Александрийски, египетски духовник (* ок. 293)
- 756 г. – Шому, японски император (* 701 г.)
- 907 г. – Борис I, български цар (* 9 век)
- 1519 г. – Леонардо да Винчи, италиански архитект (* 1452 г.)
- 1685 г. – Адриан ван Остаде, холандски художник (* 1610 г.)
- 1855 г. – Александър Меншиков, руски дипломат (* 1787 г.)
- 1857 г. – Алфред дьо Мюсе, френски драматург (* 1810 г.)
- 1862 г. – Йосиф Волф, немски мисионер (* 1795 г.)
- 1864 г. – Джакомо Мейербер, германски композитор (* 1791 г.)
- 1926 г. – Цанко Церковски, български писател (* 1869 г.)
- 1930 г. – Исидор Гунсберг, британски шахматист (* 1854 г.)
- 1934 г. – Никола Ракитин, български писател (* 1885 г.)
- 1943 г. – Петър Мутафчиев, български историк (* 1883 г.)
- 1945 г. – Мартин Борман, нацистки служител (* 1900 г.)
- 1954 г. – Николай Райнов, български писател (* 1889 г.)
- 1957 г. – Джоузеф Маккарти, американски сенатор (* 1908 г.)
- 1969 г. – Франц фон Папен, германски генерал (* 1879 г.)
- 1972 г. – Едгар Хувър, директор на ФБР (* 1895 г.)
- 1985 г. – Атилио Бетега, италиански рали пилот (* 1953 г.)
- 1997 г. – Джон Екълз, американски неврофизиолог, Нобелов лауреат през 1963 г. (* 1903 г.)
- 2002 г. – Георги Мицков, български поет (* 1921 г.)
- 2003 г. – Блага Димитрова, българска поетеса (* 1922 г.)
- 2005 г. – Ви Ким Ви, президент на Сингапур (* 1915 г.)
- 2005 г. – Кенет Кларк, американски психолог (* 1914 г.)
- 2006 г. – Стефан Груев, български журналист (* 1922 г.)
- 2010 г. – Лин Редгрейв, британска актриса (* 1943 г.)
- 2011 г. – Осама бин Ладен, лидер на Ал-Кайда (* 1957 г.)
- 2015 г. – Мая Плисецкая, руска балерина (* 1925 г.)

## Празници
- Българска православна църква – Празник на Свети Цар Борис-Михаил Покръстител (Борисовден)
- България – Празник на град Харманли
- Индонезия – Ден на националното образование
- Иран – Ден на учителя
- Мадрид (Испания) – Ден на региона на Мадрид
- Полша – Ден на националния флаг